# Cavernas Goyet
As Cavernas Goyet são uma série de cavernas conectadas localizadas na Valônia em um penhasco de calcário a cerca de 15 m acima do rio Samson, perto da aldeia de Mozet, no município de Gesves na província de Namur, na Bélgica. O local é uma localidade significativa de ocupação humana, já que milhares de fósseis e artefatos foram descobertos, todos atribuídos a uma longa e contígua sequência estratigráfica. Uma sequência robusta de sedimentos foi identificada durante extensas escavações pelo geólogo Edouard Dupont, que realizou as primeiras sondagens já em 1867.

## Local
Localizadas ao sul do Castelo de Goyet, as cavernas são essencialmente 250 m de longas galerias subterrâneas, ricas em Espeleotema e esculpidas fora do calcário durante milhões de anos pelas águas do rio Sansão dentro do maciço de calcário de 90 ha.
O maciço é dividido em zonas:
- Terraço clássico
- Terceira Caverna
- Abrigo superior
- Buraco do Moinho

Em 1999, foi descoberta uma extensa rede de galerias, composta por redes centrais e periféricas, com o nome de áreas específicas: Régal des Fees, Atlantide, Salle de Cristal etc.

## Escavações

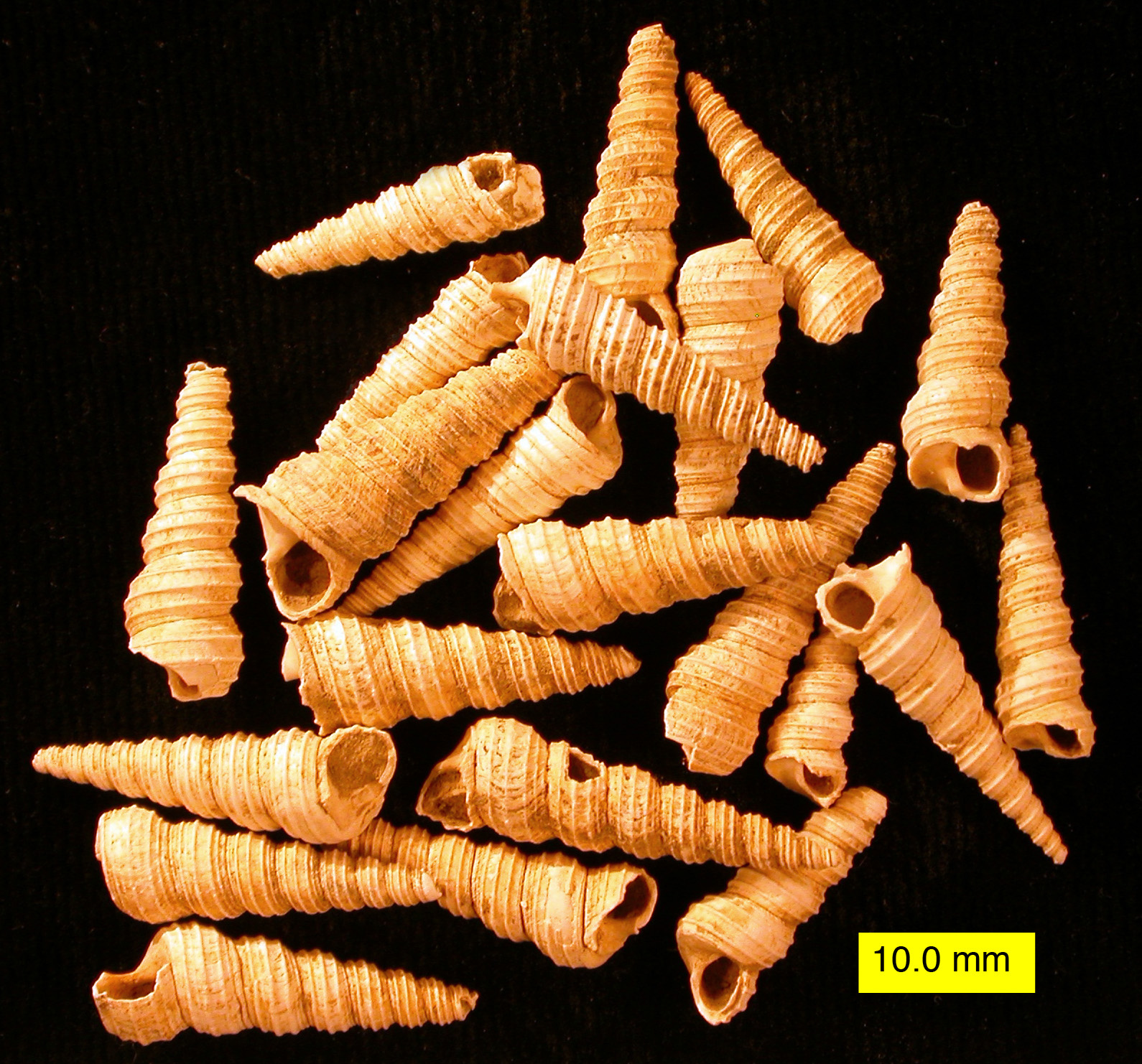
Caracóis marinhos de Turritella

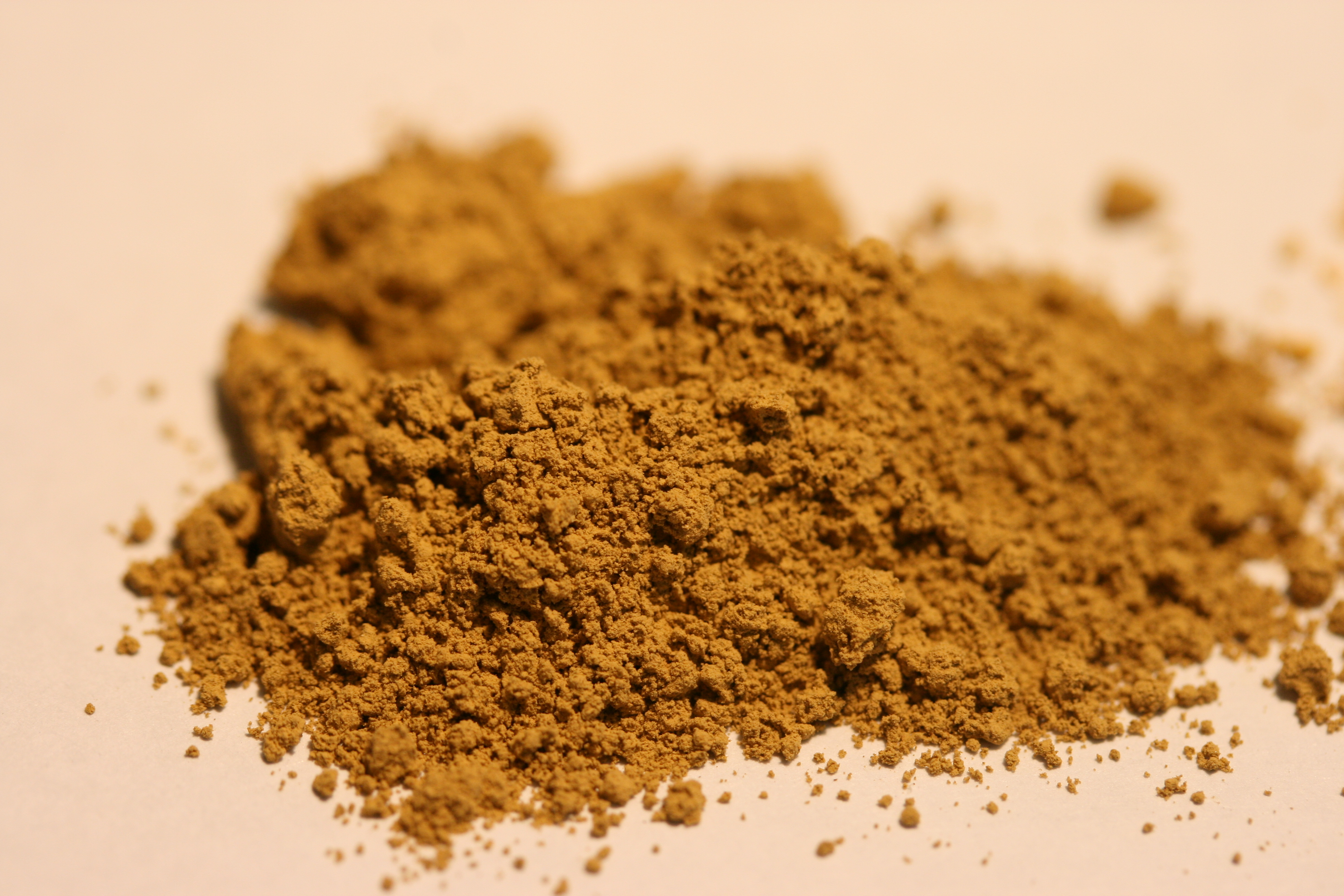
Pigmento de ochre

### Estratigrafia
Edouard Dupont identificou cinco horizontes de sedimentos ou concentrações na caverna, três perto da entrada da caverna e dois em câmaras mais profundas. Marcel Otte retomou escavações durante a década de 1970. Outras escavações ocorreram de 1998 a 2004. Pesquisadores contemporâneos afirmam que os métodos de escavação do século XIX de Dupont "não atenderam aos padrões atuais". Suas sequências de sedimentos são consideradas de pouca precisão e suas descobertas nos arquivos do Instituto Real de Ciências Naturais de Belgielsan foram revisadas e reclassificadas nos últimos anos.

### Objetos
O local é responsável por uma variedade notável de objetos pré-históricos: milhares de ossos de humanos pré-históricos e grandes mamíferos, um apito, artefatos de pedra com gravuras estilizadas, um túmulo infantil de aproximadamente 5.000 anos, o crânio fossilizado de um cão paleolítico, uma faca feita de uma costela humana, a maior coleção de fósseis neandertais do norte da Europa, machados de mão, arpões, colares, pauzinhos de marfim, plaquetas de marfim gravadas, chifre de rena esculpida e restos humanos esfolados e filetados, que sugerem canibalismo entre os neandertais.
Horizontes 1 e 2,. Os artefatos dos níveis magdalenianos incluem machados de mão e um arpão, um colar de 26 dentes perfurados de lobos, fragmentos e agulhas ósseas, um um arpão de osso biserial (basicamente, um arpão com várias farpas em ambas as bordas), um colar, um colar de caracol marinho Turritella.

### Crânio de cão
Descoberto durante a década de 1860, um crânio parecido com de um cão foi identificado como sendo de um cão paleolítico e foi datado de 31.680 anos atrás ou uma tentativa de domesticação que fracassou.

## Habitação humana

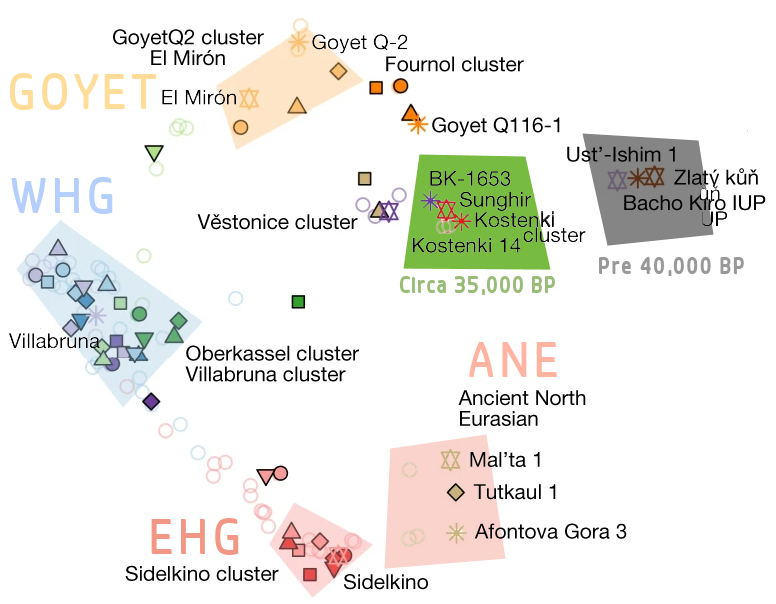
Locais, datas e gráfico MDS dos antigos caçadores-coletores da Eurásia (PCA).

Entre 45.500 e 40.500 anos atrás, os neandertais viviam na Caverne troisième, onde 99 ossos foram descobertos, que pertencem a pelo menos cinco indivíduos. Isso representa a maior coleção de fósseis neandertais do norte da Europa. A condição dos fósseis sugere canibalismo. Os corpos foram esfolados e preenchidos, os ossos mostram marcas de corte e foram rachados para extrair a medula.
Em 2018, pesquisadores conseguiram extrair DNA nuclear de Goyet Q56-1, um fêmur direito de um Neandertal diretamente datado de cerca de 43.000-42.080 BP. A análise de DNA revela que Goyet Q56-1 era do sexo feminino. Comparado com outros Neandertais para os quais o DNA nuclear foi extraído, Goyet Q56-1 é geneticamente mais próximo de Spy94a da Caverna de Spy e grupos mais próximos com outros neandertais europeus tardios.
A ocupação do Homo sapiens começou há cerca de 35.000 anos. Goyet é responsável por fósseis de populações europeias de diferentes conjunturas, incluindo fósseis que estão entre os primeiros ramos dos europeus modernos (cerca de 35.000 BP). Seu DNA danificado, mas legível tem sido usado em estudos sobre a origem e migração de populações da era glacial europeia. Com base no DNA mitocondrial de cinco fósseis locais, concluiu-se que os primeiros europeus modernos chegaram diretamente da África sem um desvio pela Ásia. O úmero de 35.000 anos de um homem de Goyet foi associado à cultura aurignaciana. Pouco depois, a população associada a essa cultura foi destituída por uma população rural gravetiana geneticamente distinta (a partir de 34.000 BP), mas cerca de 25.000 descendentes reaparecem na Espanha no contexto da cultura magdalena. 19.000 anos atrás, a população começa a se espalhar por toda a Europa.
Em 2016, pesquisadores extraíram com sucesso DNA de vários fósseis humanos antigos em Goyet (com datas diretas): GoyetQ116-1 (35.160-34.430 BP) e GoyetQ376-3 (33.940-33.140 BP) do Aurignacian; GoyetQ376-19 (27.720-27.310 BP), GoyetQ53-1 (28.230-27.720 BP), GoyetQ55-2 (27.730-27.310 BP), GoyetQ56-16 (26.600-26.040 BP) e Goyet2878-21 (27.060-26.270 BP) do Gravettian; e GoyetQ-2 (15.230-14.780 BP) do Magdalenian. GoyetQ376-19, Goyet53-1 e Goyet56-16 foram encontrados agrupados geneticamente com vários outros indivíduos gravettianos da Europa no Aglomerado Věstonice, enquanto GoyetQ-2 foi encontrado para agrupar-se geneticamente com vários outros indivíduos magdalenos da Europa no Aglomerado el Mirón.
Todos os europeus posteriores depois de GoyetQ116-1 mostram alguma afinidade genética para este indivíduo. GoyetQ116-1 também exibe mais afinidade genética para o homem tianyuano do que qualquer outro indivíduo antigo da Eurásia Ocidental.